# 신용보험
소비자신용보험(Consumer Credit Insurance)은 대출, 외상거래, 할부거래 등을 통해 채무를 부담한 자가 사망, 질병〮상해로 인한 소득상실, 비자발적 실업으로 채무변제가 어려울 경우 보험금으로 잔존부채를 변제하는 상품이다. 
국가에 따라 다양한 용어로 사용되는데, 미국에서는 담보위험에 따라 신용보험이 4가지 종목(Credit Life, Credit Accident & Health, Credit Unemployment, Creidt Property)으로 구분된다. 이 중에 신용생명(Credit Life)과 신용상해질병(Credit Accident & Health)은 장기계약의 성격을 띠며 채무자 본인의 사망, 상해〮질병을 보장하는 생명보험 영역으로 분류된다. 
미국은 신용보험상품이 처음 출시된 국가로, 거의 1세기 동안 차입자가 예상치 못한 사망이나 장애로 인해 채무상환을 하지 못하는 상황에 대처하기 위해 신용보험을 활용해 왔다. 신용보험의 기본 개념인 “빚을 상속시켜서는 안된다(No man’s debt should live after him)”는 1917년 미국에서 신용보험 개발자인 Morris에 의해 착안되었다. 출시 이후 신용거래 급증에 힘입어 신용보험 시장도 크게 성장하였다.

## 세계 신용보험 시장
2004년 기준 수임 보험금이 66억 달러에 달하며 2005년에는 69억 달러에 이를것으로 전망된다. 전체 보험료의 3/4가 서유럽에서 발생했으며 미국과 다른 신흥시장의 지속적 성장이 기대된다.

## 국내 신용보험 시장
우리나라에서 신용보험이 처음 출시된 것은 1980년대 후반으로 미국, 일본 등에 비해 상당히 늦다. 단체신용생명보험은 1997년에 이르러서야 주택은행과 한국생명의 업무제휴 방식으로 판매되었다. 신용생명보험은 방카슈랑스 1단계 시행(2003년 8월 도입) 시 허용된 상품으로 금융기관대리점 창구를 통해 판매가 가능해졌다.
2021년 1월 기준 외자계 보험회사와 공제조합에서 신용보험을 판매하고 있다. BNP파리바 카디프생명은 2002년 10월 국내 최초로 방카슈랑스 전문 보험회사로 설립되어 2003년부터 신용생명보험을 판매하였다. 
감독당국이 단체계약 판매은행에 대한 판매수수료 지급을 금지함에 따라 방카슈랑스 외 다양한 방식으로 시장확대를 도모해왔다. 판매 채널을 법인보험대리점(GA: General Agency)으로 확장하고, 은행·저축은행 등과 제휴를 통해 모바일 방카슈랑스 형태로도 판매하고 있다 (출처: 보험연구원 연구보고서, 주요국의 신용생명보험 시장과 국내 발전방안, 2021.3)

## 역사

### 19세기
1820년 영국의 British Commercial Insurance Company가 최초로 상업신용보험을 판매하였다. 1852년 영국에 신용보험 전문회사들이 설립되면서 신용보험제도가 본격화되었다.

### 20세기
1차 세계대전 이후 각국의 수출증진 및 산업중흥의 노력으로 인하여 신용보험이 발전하고 정부주도의 수출보험기관을 중심으로 수출신용보험이 활성화되었다. 20세기 후반에 거래가 국제화되고 규모가 커지면서 각국의 신용보험회사간 인수 합병이 활발해졌다. 90년대 초 약 20개에 이르던 선두 신용보증회사들이 2000년대 초에 3개의 거대회사(외러 에르메스, 아트라디우스, 코파스)로 재편성되었다.
Atradius
1954: Gerling(독일)설립

1994: Namur(벨기에)인수

1996: SACREN(프랑스)인수, Uni Storebrand(노르웨이)인수

2000: Comesec(멕시코)인수, Group Étoile(프랑스)인수

2002: NCM과 합병

1925: NCM(네덜란드)설립

1991: ISG(영국)인수

1996: EKR Eksporkredit(덴마크)인수

1998: Smit Ommen(네덜란드)인수

1999: MNCI(미국), Eurocollect(네덜란드)인수

2000: Società Italian Cauzioni(이탈리아)인수, Forenede Factors(스칸디나비아)인수

2001: BG Guarantee & Factoring(덴마크)인수

2002: Gerling과 합병

Coface
1946: Coface(프랑스) 설립

1998: Coface Scrl 인수

1996: AK Coface(독일)인수

1997: OKV Coface(오스트리아)인수

2003: AXA Assurcredit(프랑스)인수

Euler Hermes
1927: Euler(프랑스)설립

1993: Cobac(벨기에)인수

1996: Trade Indemnity(영국)인수, ACI(미국) 지분 50% 인수

1998: SIAC(이탈리아)인수

2002: Hermes(독일)인수

2003 이후: Euler Hermes

## 신용보험 상품
- 위험별 구분
  - 담보 위험
    - 생명(Life)
    - 상해,질병(Accident & Health)
    - 실업(Unemployment)
    - 재산(Credit Property)

  - 상업적 위험
    - 지급연기/지급불능/기타
    - 총거래액/초과액/기타

  - 정치적 위험
    - 계약파기
    - 자산몰수
    - 기타

  - 기타
    - 온라인거래

- 기간별 구분
  - 단기
  - 중장기

- 거래특성
  - 국내
  - 국외

## 세계 4대 신용보험회사 점유율
- Euler Hermes		37%
- Atradius		23%
- Coface			18%
- Credito y Caucion	7%
- Others			15%

출처: Company reports, Swiss Re Economic Research & Consulting calculations

## 유럽국가의 신용보험시장

### 독일
시장규모
13억 유로 (세계시장의 26%)
유럽국가 중 시장규모가 가장 크다.
- Gerling Speziale (Atradius)
- AKA (Allgemeine Kreditversicherung Aktiengesellschaft) (Coface)
- Hermes Kreditversicherungs (외러 에르메스)

### 프랑스
시장규모 7억 유로 (세계시장의 14%)
3대 신용보험회사 중 두 회사의 본부소재지이다. (외러 에르메스, Coface) 경기가 안정적이고 신용보험시장도 긍정적으로 평가된다.
- Coface
- Gerling Namur (Atradius)
- Euler-SFAC (외러 에르메스)

### 영국
시장규모 6억유로 (세계시장의 12%)
활동중인 보험업자 수가 많아 매우 경쟁적으며 브로커 활동이 활발하다. 경기가 안정적이고 신용보험시장도 긍정적으로 평가된다.
- Atradius UK
- Coface UK
- Euler Trade Indemnity ()

### 이탈리아
시장규모 3억유로 (세계시장의 6%)
3대 보험사외에 Concordato Cauzione Creditor가 활동중이다. 내수시장의 불안으로 신용보험시장이 침체기에 있다.
- Euler-SIAC
- SIC (Società Italiana Cauzioni)
- La Viscontea

- Atradius. NCM 와 Gerling Kreditversicherung의 합병으로 탄생. 후에 Gerling insurance group가 분리하면서 Atradius로 개명.
- Coface. 1946년 프랑스 정부 기관으로 설립되었고 현재는 민영화 상태.
- Crédito y Caución. 1929에 설립되었고 Atradius에 많은 지분을 가지고 있음.
- Euler Hermes, Allianz Group 계열사.

출처: sigma Credit insurance and surety solidying commitments Swiss RE No 6/2006.